# Altendonop

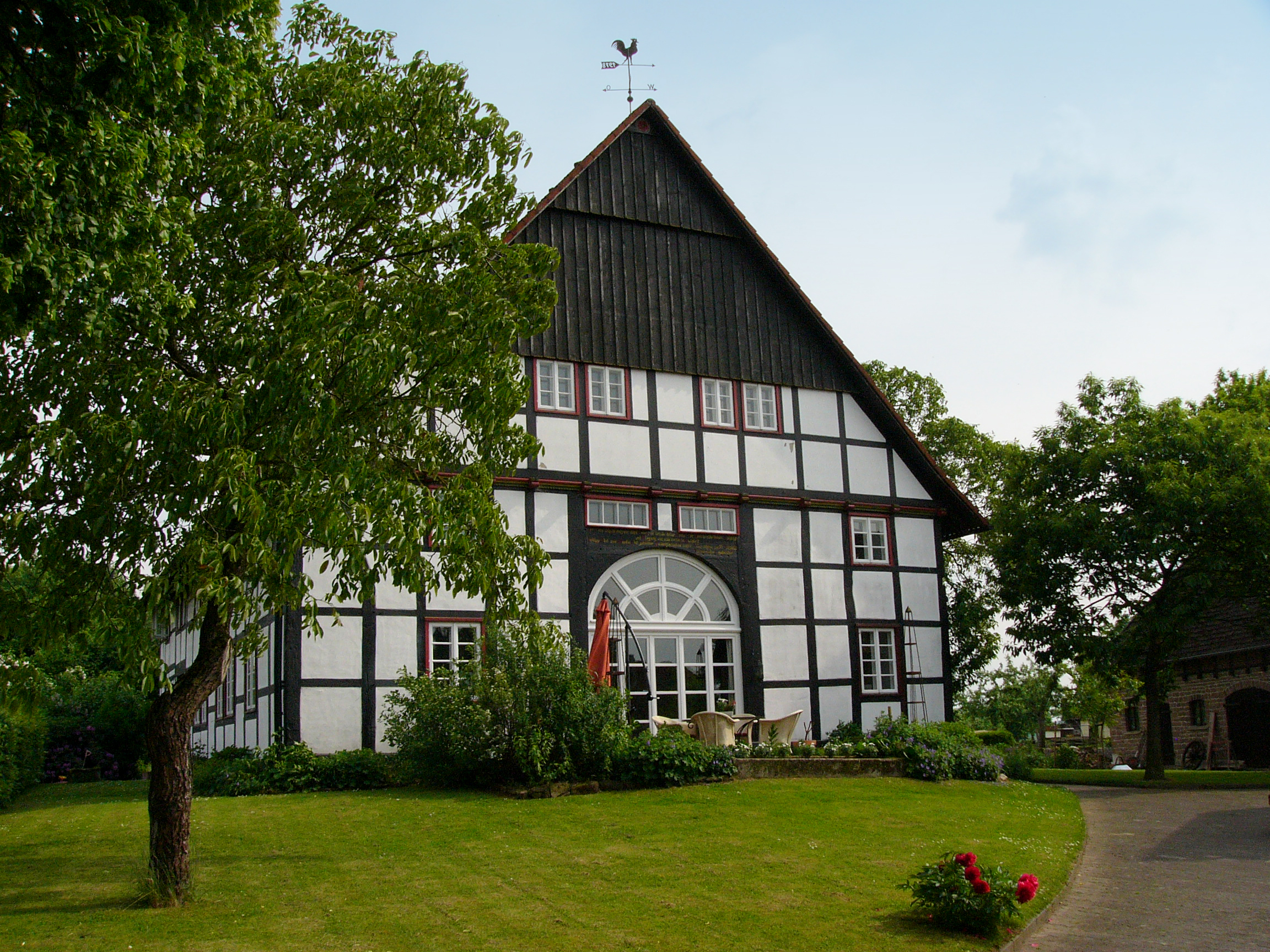
Fachwerkhaus in Altendonop

Altendonop ist eine der 19 Ortschaften der Stadt Blomberg im nordrhein-westfälischen Kreis Lippe in Deutschland.

## Geographie

### Geographische Lage
Das in einer Senke liegende Dorf befindet sich rund elf Kilometer nordwestlich der Blomberger Stadtmitte und ist nur über den etwa einen Kilometer entfernten Nachbarort Donop zu erreichen.
In Altendonop leben auf 4,28 km² Fläche 240 Einwohner (Stand: 2016).

### Gewässer
Südlich der Altendonoper Dorfmitte liegt der Rennteich. Aus ihm entspringt die Donope, die vor Dalborn in die Marpe mündet und damit über die Passade, Bega und Werre zum Einzugsbereich der Weser gehört.

## Geschichte
Altendonop im 12. Jahrhundert entstanden.
Etwa im Jahr 1880 wurde die ehemalige Gemeinde Donop aufgelöst und auf die neuen Gemeinden Altendonop, Dalborn und Kirchdonop aufgeteilt. Auch das Rittergut Altendonop wurde selbständig und somit einer Gemeinde gleichgestellt. Etwa im Jahr 1890 wurde die Gemeinde Kirchdonop in Donop umbenannt. 

### 20. Jahrhundert
Das Rittergut Altendonop wurde etwa im Jahr 1920 in die Gemeinde Altendonop integriert.
Seit 1936 besteht eine Wasserinteressengemeinschaft, die Altendonop mit Frischwasser versorgt und ausschließlich von Dorfbewohnern finanziert und betrieben wird. Viele der alten Fachwerkbauten mit spektakulären Giebeln und Toren sind in den letzten Jahren restauriert worden.
Am 1. Januar 1970 wurde Altendonop durch das Gesetz zur Neugliederung des Kreises Detmold in die Stadt Blomberg eingegliedert. Als Teil des Kreises Detmold ging Altendonop bzw. Blomberg mit diesem am 1. Januar 1973 im Zuge der nordrhein-westfälischen Kreisreform im Rahmen des Bielefeld-Gesetzes durch Vereinigung mit dem Kreis Lemgo im heutigen Kreis Lippe auf.
Im Jahr 1999 gewann Altendonop im Wettbewerb Unser Dorf soll schöner werden – Unser Dorf hat Zukunft den ersten Preis unter 76 teilnehmenden Orten im Kreiswettbewerb für die „hervorragende Gestaltung und Pflege von Haus-, Vor- und Wirtschaftsgärten“.

### Ortsname
Altendonop wurde 1402 als Olden Donepe erstmals schriftlich erwähnt.
Im Laufe der Jahrhunderte sind folgende Versionen als Ortsnamen ebenfalls belegt: Auldendonepe (1467, im Landschatzregister), Oldendonepe (1488, im Landschatzregister), Olden Donope (1502), Ouldendonepe (1507), Oldendonop (1590), Oldendonope (1618), Altendonop (1729) sowie Alten Donop (um 1758).

## Politik
Ortsvorsteher ist seit 2007 Paolo Cameli.

## Wirtschaft und Infrastruktur
Das Dorf war seit seinem Bestehen immer landwirtschaftlich geprägt, besitzt heute allerdings nur noch zwei landwirtschaftliche Vollerwerbsbetriebe. Die Einwohner gehen in Donop zur Kirche und die Kleinkinder in den dortigen Kindergarten, während die Schüler mit dem Bus zur Grundschule in Großenmarpe gefahren werden.